# Cyber Intelligence Sharing and Protection Act
Der Cyber Intelligence Sharing and Protection Act (CISPA) ist ein Gesetzentwurf in den Vereinigten Staaten, der den Austausch von Informationen über Internettraffic zwischen der US-Regierung und Technologie- und Fertigungsunternehmen ermöglichen würde. Ziel des Gesetzentwurfs ist es, dass die US-Regierung Netzbedrohungen untersuchen kann und für die Sicherheit von Netzen gegen Angriffe zu sorgen.
Das Gesetz wurde am 30. November 2011 vom Kongressabgeordneten Mike J. Rogers (Republikaner, Michigan) und weiteren US-Politikern vorgestellt. Es wurde im Repräsentantenhaus am 26. April 2012 verabschiedet, nicht aber im US-Senat. Präsident Obamas Berater argumentierten, der Gesetzentwurf schwäche die Privatsphäre und bürgerlichen Freiheiten, und rieten ihm, ein Veto einzulegen. Im Februar 2013 hat das Repräsentantenhaus den Gesetzentwurf wieder eingeführt und verabschiedete ihn am 18. April 2013.